# Festuca savulescui
Festuca savulescui är en gräsart som beskrevs av Iuliu Prodan. Festuca savulescui ingår i släktet svinglar, och familjen gräs.
Artens utbredningsområde är Rumänien. Inga underarter finns listade i Catalogue of Life.